# Die Auserwählten – Helden des Widerstands
Die Auserwählten – Helden des Widerstands ist ein britisches Filmdrama aus dem Jahr 2016.

## Handlung
Max möchte einen Aufsatz über Helden schreiben, daher bittet er seinen Großvater über seine Erfahrungen im Zweiten Weltkrieg zu berichten.
Im Jahr 1944 lebt der Jude Sonson in Ungarn. Während seine Schwägerin Judith sich aktiv im Widerstand gegen die Nazis engagiert, versucht Sonson nicht aufzufallen. Als seine Ehefrau jedoch an Krebs erkrankt und ihr als Jüdin die Behandlung verwehrt wird, ist auch Sonson gezwungen seine Haltung zu überdenken. Als die Deutschen in Ungarn einmarschieren und den Juden die Deportation nach Auschwitz droht, lässt Sonson sich dazu überreden, den Widerstand anzuführen.

## Hintergrund
Die Auserwählten – Helden des Widerstands beruht auf wahren Begebenheiten. Er wurde in Bukarest, Rumänien und New York gedreht. Das Drehbuch wurde von Gabriel de Mercur geschrieben. Jasmin Dizdar führte die Regie. Der Film wurde von Michael Riley produziert. In Großbritannien wurde der Film auf DVD veröffentlicht und auf Video-on-Demand-Webseiten gezeigt. In Deutschland sind deutschsprachige DVDs und Blu-rays im Handel zu erwerben.

## Kritiken
Phil Hoad von The Guardian glaubt, dass der Film nur an der Oberfläche kratzt und etwas unkoordiniert wirkt.
Volker Schönenberger schreibt, der Film sei „insgesamt kein Meisterwerk, aber ein ansehnliches Kriegsdrama mit guter Balance zwischen leisen Tönen und dramatischen Ereignissen.“
Timo Wolters erklärt die Geschichte funktioniere insbesondere „aufgrund der authentischen Charakterzeichnungen und Ausstattung“. Jedoch solle man keinen „rasanten Schützengraben-Kriegsfilm“ erwarten.
Isabelle Milton denkt, dass der Film die Brutalität darstellt, der die Juden während des Endes des Zweiten Weltkriegs ausgesetzt sind. Allerdings zeige der Film nicht viel Neues. Milteon erklärt ebenfalls, dass der Soundtrack innerhalb des Films an den unpassendsten Momenten gespielt werde. Außerdem glaubt sie, dass es keine großartige Charakterentwicklung gibt.
Rizaya Reviews meint, dass es verschiedene Drehbuchlücken gebe, wie Handlungslücken, Szenen mit vielen Klischees oder die Vertrautheit mit der Handlung. Allerdings zeige der Film genug kompetente Filmgestaltung, um diese Fehler zu vergeben.